# Ocean Ridge (Florida)
Ocean Ridge város az USA Florida államában, Palm Beach megyében. 

## Népesség
A település népességének változása: